# Jeannie Berlin
Jeannie Berlin né Jeannie Brette May est une actrice américaine née le 1er novembre 1949 à Los Angeles.

## Biographie
Elle est la fille d'Elaine May.

## Filmographie sélective
- 1970 : Campus (Getting Straight) : Judy Kramer
- 1970 : Des fraises et du sang (The Strawberry Statement) : Une étudiante
- 1970 : Melinda (On a Clear Day You Can See Forever) : Fille
- 1970 : Move
- 1970 : The Baby Maker : Charlotte
- 1972 : I figli chiedono perché
- 1972 : Portnoy et son complexe (en) (Portnoy's Complaint) d'Ernest Lehman : Bubbles Girardi
- 1972 : Bone : La fille
- 1972 : Le Brise-cœur (The Heartbreak Kid) : Lila Kolodny
- 1973 : Why
- 1975 : Sheila Levine Is Dead and Living in New York : Sheila Levine
- 1976 : Columbo (1 épisode) Old Fashioned Murder : Janie Brandt
- 1990 : In the Spirit : Crystal
- 2011 : Margaret : Emily
- 2014 : Vice caché (Inherent Vice) de Paul Thomas Anderson : tante Reet
- 2016 : Café Society de Woody Allen
- 2016 : The Night Of (mini-série) : Helen Weiss, le procureur
- 2018 : The First (3 épisodes) : La Présidente
- 2019 : SMILF (1 épisode) : Lillian Wheaton
- 2019 : Succession (4 épisodes) : Cyd Peach
- 2020 : Hunters (6 épisodes) : Ruth Heidelbaum
- 2022 : The Fabelmans de Steven Spielberg : Hadassah Fabelman
- 2026 : The Bride de Maggie Gyllenhaal

## Voix françaises
- Annie Balestra dans :
  - Café Society
  - The Night Of (mini-série)
  - Succession (série télévisée)
  - The Fabelmans

- Frédérique Cantrel dans :
  - Inherent Vice
  - Hunters (série télévisée)

Et aussi
- Michèle Bardollet dans Le Brise-cœur
- Jocelyne Darche dans The First (série télévisée)